# Kazimierz Haska

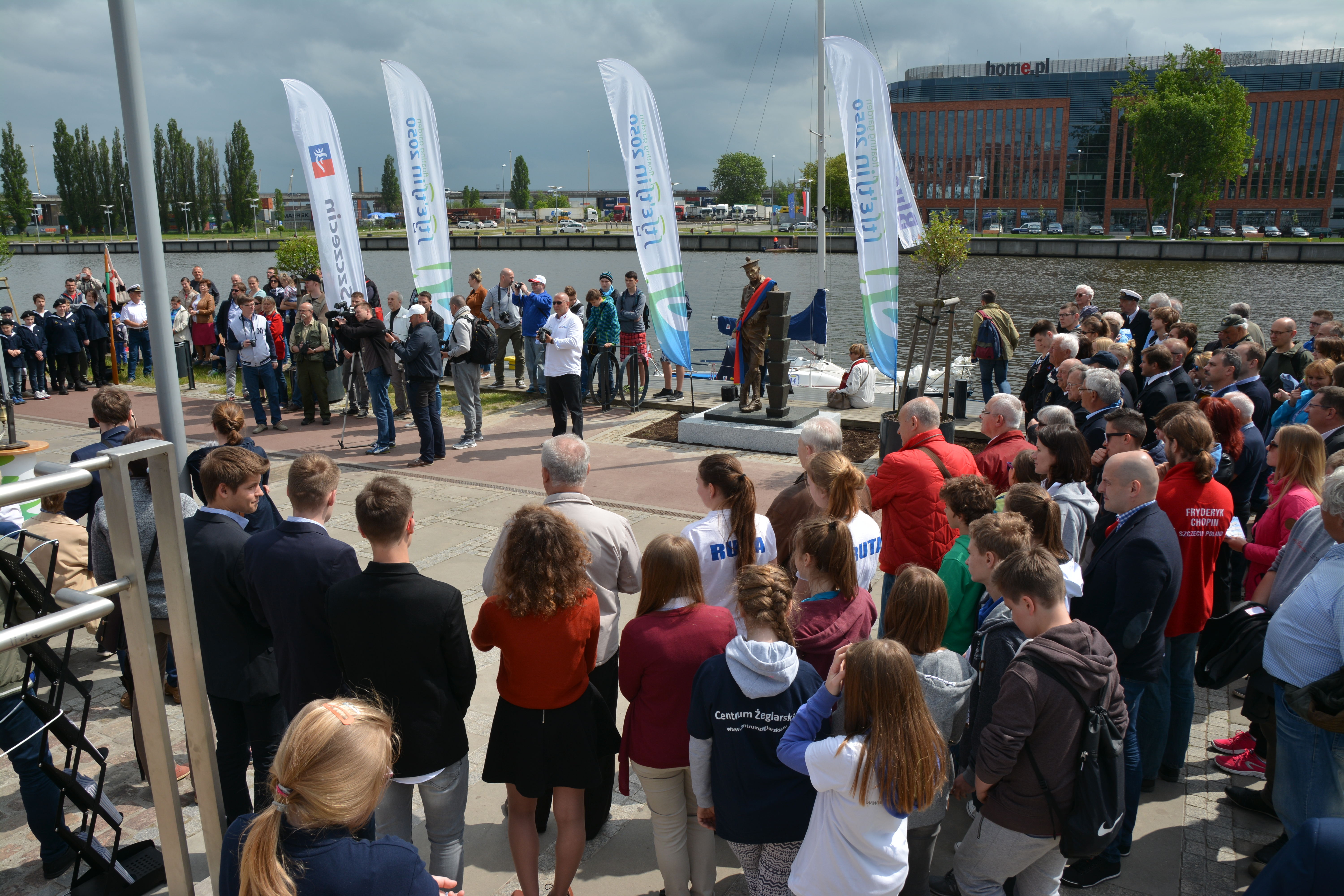
Uroczystość odsłonięcia pomnika Kazimierza Haski na Bulwarze Piastowskim w Szczecinie – 14.05.2016

Kazimierz Zygfryd Haska (ur. 12 stycznia 1912 w Poznaniu, zm. 22 sierpnia 1976 w Szczecinie) – polski artysta rzeźbiarz, konserwator zabytków, współorganizator Muzeum Miejskiego w Szczecinie, żeglarz (jachtowy kpt. ż.w.) i propagator żeglarstwa, wpisany do Księgi Zasłużonych dla miasta Szczecina.

## Życiorys

### Okres przed II wojną światową
Urodził się w Poznaniu 12 stycznia 1912 roku. Pochodził z patriotycznej rodziny od kilku pokoleń związanej z morzem. Dziadek (Jan Balbuza) był podoficerem cesarskiej marynarki wojennej (pływał na pancerniku), ojciec (Jan Haska) uczestniczył w powstaniu wielkopolskim.
Kazimierz Haska wykształcenie artystyczne zdobył w Szkole Sztuki Zdobniczej w Poznaniu, jednak w jego biogramach częściej są omawiane jego związki z harcerstwem i żeglarstwem.
W harcerstwie II Rzeczypospolitej działał od wczesnej młodości i był jednym z pionierów skautingu wodnego, wychowankiem gen. Mariusza Zaruskiego – autora pierwszego polskiego podręcznika żeglarstwa pt. „Współczesna Żegluga Morska” (wyd. 1 z 1904 r.), inicjatora powstania Yacht Klubu Polski. W roku 1923 wstąpił do 17. Poznańskiej Drużyny Harcerskiej im. Jana Kilińskiego (od 1925 roku – Harcerska Drużyna „Wilków Morskich”), która była kolebką wielkopolskiego żeglarstwa. Początkowo pływał po Warcie i jeziorze Kiekrz, później uczestniczył w Międzynarodowym Zlocie Skautów Wodnych (Jezioro Garczyńskie, 1932) i w rejsach morskich. Odbył kurs żeglarski w Ośrodku Morskim w Gdyni, brał udział w budowie Harcerskiego Ośrodka Żeglarskiego w Kiekrzu (1933) i w regatach na terenie Poznania, był uczestnikiem rejsów na Zawiszy Czarnym pod dowództwem Mariusza Zaruskiego (bałtyckie rejsy stażowe m.in. do Kopenhagi, Göteborga, Karlskrony, Sztokholmu, Visby, 1936-1939). W ostatnich latach przed wybuchem II wojny światowej należał do komendy „Wilków Morskich” i był kapitanem Harcerskiego Ośrodka Żeglarskiego w poznańskim Kiekrzu.
Wspominając chwile po powrocie z ostatniego rejsu na Zawiszy Czarnym „druh Haska” – tak zwracał się do niego gen. Zaruski – pisał:

… dowiedzieliśmy się od Generała, że miał on instrukcję na wypadek wojny. „Zawisza” miał pozostać w Szwecji, a my mieliśmy wracać koleją przez Finlandię do kraju. Gdyby tak się stało jakże inaczej potoczyłyby się nasze losy.

### II wojna światowa
Kazimierz Haska walczył w kampanii wrześniowej jako żołnierz 57 pułku piechoty. Brał udział w bitwie nad Bzurą i w Puszczy Kampinoskiej. Po rozbiciu Armii Poznań trafił do niewoli. W okresie okupacji (1939–1945) pracował jako robotnik w fabryce zbrojeniowej.

### Okres po II wojnie światowej

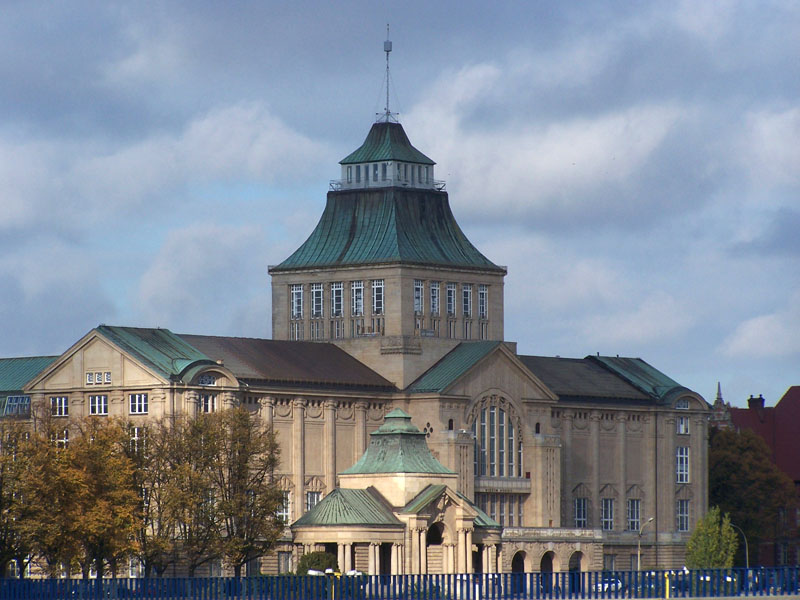
Gmach Główny Muzeum Narodowego w Szczecinie (Muzeum Morskie, dawniej – Muzeum Miejskie), ul. Wały Chrobrego 3

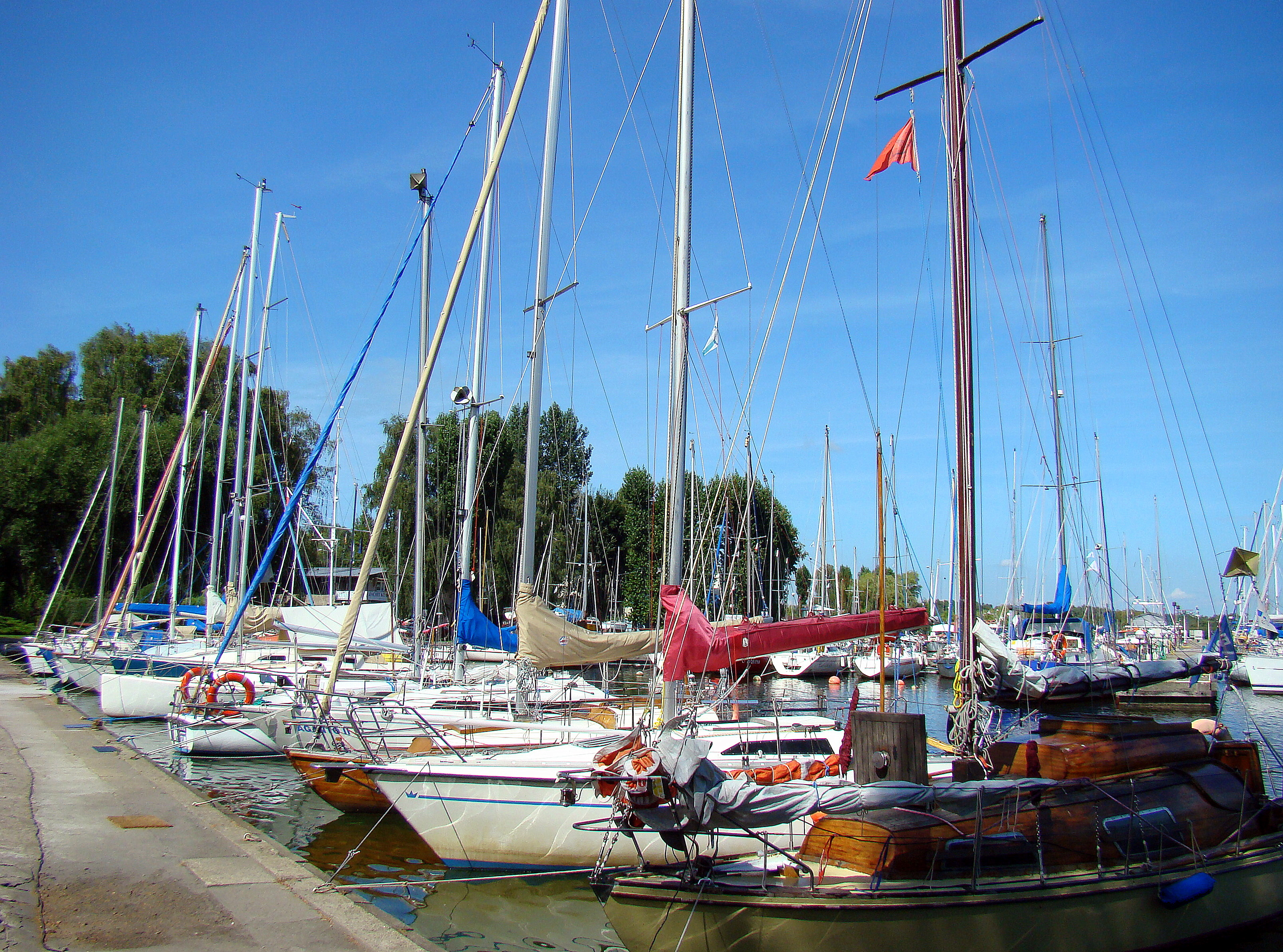
Przystań Jacht Klubu AZS Szczecin

Po wojnie, w której utracił cały dorobek materialny i artystyczny, zdecydował się na wyjazd z Poznania, w kierunku morza. Przybył do powojennego Szczecina w lipcu 1945 roku. Zamieszkał w śródmieściu przy al. Piastów (w najbardziej bezpiecznej „dzielnicy polskiej”), ale w następnym roku, gdy opuszczali miasto jego niemieccy mieszkańcy (zob. konferencja poczdamska), przeprowadził się na Pogodno. Nie chciał zajmować żadnego z umeblowanych mieszkań, opuszczonych przez poprzednich właścicieli; zajął – z żoną Jadwigą – rozszabrowane mieszkanie w częściowo zniszczonym bliźniaku w pobliżu dzisiejszego przystanku kolejowego Szczecin Łękno. Sprowadził trochę własnych sprzętów (część krzeseł zebrał z miejsca na ulicy, w którym pozostawili je radzieccy żołnierze na byłym posterunku). W mieszkaniu na Pogodnie zorganizował pracownię rzeźbiarską, w której tworzył medale, rzeźby, maski afrykańskie (w przyszłości znalazło się miejsce na strychu dla elementów jachtu „Wojtek”).
Jako plastyk i konserwator zabytkówwłączył się do działań Lecha Krzekotowskiego, też rzeźbiarza przybyłego z Poznania. Wspólnie zabezpieczali przed zniszczeniem i przed szabrownikami pozostawione przez Niemców zabytki i zbiory muzealne, tworząc polskie muzeum. Muzeum Miejskie w Szczecinie otwarto 1 sierpnia 1945 roku. K. Haska był od 1 września tego roku jego kierownikiem administracyjnym. W kolejnych latach Muzeum Miejskie przekształcono w Muzeum Pomorza Zachodniego i utworzono Dział Morski MPZ. Od 1952 roku K. Haska pracował w tym dziale zajmując się m.in. ekspozycją fauny morskiej. Był też kierownikiem Pracowni Drewna i Metalu w Dziale Konserwacji. Propagował ideę przekształcenia Działu Morskiego w samodzielne Muzeum Morskie w Szczecinie, które byłoby nie tylko miejscem ekspozycji zbiorów, ale również ośrodkiem krzewienia kultury i edukacji morskiej na Pomorzu Zachodnim.
Jako instruktor żeglarstwajuż w sierpniu 1945 roku przeprowadził dla 180 uczestników pierwszy teoretyczny kurs żeglarski. Gromadził wokół siebie pasjonatów tego sportu, dla których był wielkim autorytetem (w rejestrze polskich kapitanów zajmował drugą pozycję – miał patent numer 2). W końcu lat 40. na terenie Szczecina i okręgu odbywały się już regaty klubowe i międzyklubowe (K. Haska przewodniczył komisjom regatowym). Upowszechniając żeglarstwo wśród dzieci i młodzieży sprowadził do Polski plany popularnych obecnie jachtów „Cadet”, „Optimist” (1958) i uruchomił w Szczecinie ich produkcję. Odbył jako kapitan liczne pełnomorskie rejsy szkoleniowe.
Jako organizatorbył współzałożycielem i wicekomandorem pionierskiego Jachtklubu Ligi Morskiej „Gryf”. W latach 40. uruchamiał pierwszą przystań jachtową w Szczecinie. Walnie przyczynił się do wydobycia i wyremontowania pierwszych szczecińskich jachtów: s/y Witeź II, Conrad, Chrobry. Wśród jachtów odzyskanych dla żeglarstwa był zniszczony przez wojska niemieckie w roku 1945 jacht z Hamburga, którego porzucony kadłub niszczał do roku 1949 w Świnoujściu. Został on przydzielony Kazimierzowi Hasce, który doprowadził do zwodowania jachtu pod nazwą s/y Wojtek w roku 1951. W tym samym roku wygrał na nim „Regaty Przyjaźni” na Zalewie Szczecińskim. W roku 1949 zainicjował pierwsze szczecińskie „Regaty Jesienne o Błękitną Wstęgę Jeziora Dąbskiego” (najstarsza impreza żeglarska w Polsce). Był też inicjatorem „Etapowych Regat Turystycznych” i „Międzynarodowych Regat Gryfa Pomorskiego”. Działał m.in. w Lidze Morskiej, Polskim Związku Żeglarskim (PZŻ, struktura przedwojenna i powojenna), Sekcji Żeglarskiej AZS i Jachtklubie AZS. Pełnił funkcję zastępcy delegata Okręgu Szczecińskiego PZŻ, przewodniczącego Sekcji Żeglarskiej Wojewódzkiego Komitetu Kultury Fizycznej, pierwszego prezesa Okręgowego Związku Żeglarskiego oraz członka zarządu Polskiego Związku Żeglarskiego w Warszawie. Należał do Komitetu Obchodów 50-lecia Żeglarstwa Polskiego (jest autorem medalu okolicznościowego), współorganizował polską ekspozycję na olimpijskiej wystawie „Człowiek i morze” w Kilonii (1972), uczestniczył w staraniach o powrót do Polski ze Stanów Zjednoczonych legendarnego jachtu Dal (planował jego ekspozycję w Dziale Morskim Muzeum Narodowego w Szczecinie.
Jako żeglarznależał do regatowej czołówki okręgu (obok m.in. „Kuby” Jaworskiego, Wojciecha Jacobsona, Ziemowita Ostrowskiego) i Narodowej Kadry Żeglarstwa. Odbył wiele rejsów po Bałtyku i Morzu Północnym. Do historii wyczynów polskich żeglarzy weszło pokonanie niewielkim jachtem motorowym trasy Szczecin – Świnoujście – Laboe – Kilonia – Holtenau – Calais – Cherbourg – Jersey – Hawr – Paryż – Rouen – Londyn – Rensburg – Szczecin. Zdobył m.in.:
- 1952 – wicemistrzostwo Polski w klasie V-50 na pierwszych Mistrzostwach Polski w Gdyni (załoga: Kazimierz Rypiński, Aleksander Lewicki, Czesław Skibicki),
- 1955 – pierwsze miejsce w Regatach Jesiennych i Błękitną Wstęgę Jeziora Dąbskiego,
- 1956 – II miejsce w klasie od 7 do 9 KR na SY Witeź II w pełnomorskich regatach w Warnemunde,
- 1957 – IV miejsce w Regatach Nocnych „Ostseewoche”,
- 1957 – V miejsce w Regatach Bałtyckich na trasie Sopot – Olands – Sopot,
- 1959 – II miejsce w klasie do 140 m² na SY Chrobry w Międzynarodowych Regatach „Ostseewoche”,
- 1960 – pierwsze miejsca w Międzynarodowych Regatach Gryfa Pomorskiego.

Reprezentował Polskę w czasie żeglarskich uroczystości międzynarodowych, m.in. w jubileuszu Królewskiego Jacht Klubu Norwegii (stojąc na czele oficjalnej delegacji kilku jachtów złożył na ręce króla Olafa V życzenia dla żeglarzy norweskich), uroczystości 100-lecia Jacht Klubu Göteborga (1960), Olimpiadzie Żeglarskiej „Kiel-72”. W imieniu polskich żeglarzy – jako „Kapitan Kapitanów” – witał w Kilonii Krzysztofa Baranowskiego, wracającego z samotnego rejsu dookoła świata na s/y Polonez.

## Wyróżnienia i upamiętnienie
Kazimierz Haska otrzymał tytuł honorowego członka Jacht Klubu Morskiego, JK AZS, Sekcji Żeglarskiej Morskiego Klubu Sportowego „Pogoń”, Harcerskiego Klubu Żeglarskiego im. „Wilków Morskich” w Poznaniu, Honorowego Prezesa OZŻ. Został wpisany do Księgi Zasłużonych dla miasta Szczecina. W roku 1979 jego imię nadano jachtowi szkoleniowemu Conrad-45 (COŻ Trzebież), a w roku 2008 również szczecińskiej marinie – „Marina Gocław im. kpt.ż.w. Kazimierza Haski”. Z tej okazji na frontonie głównego budynku mariny odsłonięto tablicę pamiątkową z wizerunkiem Kazimierza Haski i napisem:

Miłość ku morzu była gwiazdą przewodnią Jego życia/1912/1976/ Kazimierz Haska / Pionier żeglarstwa, muzealnictwa i plastyki w Szczecinie/Jachtowy kapitan ż. w. / Znakomity żeglarz i sędzia regatowy. / Zasłużony dla miasta Szczecina / Wychowawca kilku pokoleń żeglarzy. / *Zafascynowany morzem i jego pięknem* / Szczecin 2008 R.

Inicjatorem umieszczenia tablicy i jednym z organizatorów uroczystości był wnuk K. Haski – Piotr Owczarski (sekretarz Komisji Historii Żeglarstwa Zachodniopomorskiego w Okręgowym Związku Żeglarskim i kontynuator realizacji planów K. Haski). Tablica została odsłonięta przez siostrę kapitana Haski, Krystynę Genderę-Klimczak, i jego syna, kpt. Piotra Haskę w obecności przedstawicieli władz miasta i ZOZŻ.
14 maja 2016 r. w szczecińskiej Alei Żeglarzy na Bulwarze Piastowskim odsłonięto pomnik Kazimierza Haski dłuta Pawła Szatkowskiego. Był to drugi (po pomniku Ludomira Mączki, dziele tego samego artysty) żeglarski pomnik ustawiony w tej alei.